# Fosfatasa
Una fosfatasa és una classe d'enzim que elimina un grup fosfat del seu substrat per hidròlisi de l'àcid fosfòric monoèster cap a l'ió fosfat i una molècula amb un grup hidroxil lliure, el procés és anomenat defosforilació, Aquest procés és l'oposat al de les proteïnes fosforilases i quinases, les quals uneixen grups fosfat als seus substrats utilitzant l'energia de l'ATP.
Una tercera part de les proteïnes de les cèl·lules eucariotes estan controlades per la fosforilació, de forma específica, d'un residu de serina, treonina i/o de tirosina. El genoma dels mamífers codifica pels voltants d'unes 100 proteïnes tirosina quinases i proteïnes tirosina fosfatases. El nombre de serina/treonina quinases és d'unes 400 però només d'unes 25 serina/treonina proteïnes fosfatases.
Els fenòmens de fosforilació i defosforilació regulen la majoria de punts claus dels processos cel·lulars. La pèrdua del control de la fosforilació pot tenir conseqüències fatals com un excés de proliferació cel·lular o la mort cel·lular. Un punt clau en el control per fosforilació és l'especificitat del procés en un moment concret i en un lloc concret. Existeixen diversos mecanismes que garanteixen aquesta especificitat, com les proteïnes reguladores que s'associen a les fosfatases per conferir-los-hi especificitat de substrat, localització subcel·lular o activació de l'activitat enzimàtica. La fosforilació d'una proteïna pot resultar en la regulació de la seva activitat, la seva localització cel·lular, la seva estabilitat cel·lular, o en conferir l'especificitat en la interacció amb altres proteïnes.

## Classificació
Les proteïnes poden ser fosforiladas en nou diferents residus d'aminoàcid. Aquests són la tirosina, treonina, cisteïna, arginina, lisina, àcid aspàrtic, àcid glutàmic i la histidina. Però són la tirosina, la treonina, i la serina els aminoàcids predominantment fosforilats en cèl·lules eucariotes, i implicades en la regulació cel·lular.
Les proteïnes fosfatases poden ser classificades depenent del tipus de substrat.
1. Tirosina fosfatasa
2. Serina/Treonina fosfatasa
3. Fosfatases duals (poden defosforilar tant residus de serina, treonina com de tirosina)
4. Histidina fosfatasa
5. Fosfatases de lípids

## Proteïna Tirosina fosfatasa (PTP)
Les proteïnes tirosina fosfatases (PTPs, EC 3.1.3.48) hidrolitzen grups fosfats de residus de tirosina de le proteïnes. La fosforilació de tirosines és una modificació post-traduccional que pot generar nous motius de reconeixement entre proteïnes en processos de senyalització cel·lular, relocalització sub-cel·lular, modificació de l'estabilitat en la vida mitjana de la proteïna, o regular l'activitat enzimàtica.
Conjuntament amb les proteïnes tirosina quinases, les PTPs tenen un paper en la transducció de la senyalització cel·lular, i s'han involucrat en fenòmens com el creixement cel·lular, la diferenciació cel·lular, el cicle cel·lular, adhesio, migració cel·lular i la transformació oncogènica.
Totes les PTPs presenten el motiu (seqüència conservada) C(X)5R en el centre catalític. Donat el seu mecanisme de defosforilació les PTPs es classifiquen en quatre classes.

### Classe I
La classe I de PTPs compren 99 diferent fosfatases, definint així, la classe de PTPs més gran. Dins aquesta classe hi han 21 PTPs associades a receptors, 11 fosfatases de proteínes quinases activades per mitògens (Mitogen-activated-protein-kinases, MAPK), entre d'altres.

### Classe II
Conté un sol membre, una PTP de baix pes molecular, (low-molecular-weight phosphotyrosine phosphatase, LMPTP)

### Classe III
Conté tres membres, Cdc25 A, B i C.

### Classe iV
LA classe IV conté quatre membres, Eya 1 - 4.

## Serina/treonina fosfatases
Eliminen grups fosfats de residus de serina o de treonina de les proteïnes, pel control de la seva activitat enzimàtica, la seva localització cel·lular o la interacció amb altres proteïnes.
La majoria de l'activitat serina i treonina fosfatasa ve catalitzada per dues famílies de fosfatases, les PPP (de l'angès PhosphoProtein Phosphatasa) i les PPM (de l'anglès Metallo-dependent Protein Phosphatase).
Es coneixen diferents proteïnes serina/treonina fosfatases:
| Proteïna | Altres noms o noms antics | Subunitats              | Isoformes                                | Pes Molecular                                       |
| -------- | ------------------------- | ----------------------- | ---------------------------------------- | --------------------------------------------------- |
| PP1      |                           | -                       | alfa, beta i gamma                       | 37KDa                                               |
| PP2      | PP2A                      | Heterotrímer (A, B i C) |                                          |                                                     |
|          |                           | PP2A-A                  | alfa i beta                              | 65KDa                                               |
|          |                           | PP2A-B                  | PR55, PR61 i PR72 amb múltiples variants | Diferent per les diferents variants de subunitats B |
|          |                           | PP2A-C                  | alfa i beta. És la subunitat catalítica  | 37KDa                                               |
| PP3      | PP2B o Calcineurin        |                         |                                          |                                                     |
| PP4      |                           |                         |                                          |                                                     |
| PP5      |                           |                         |                                          |                                                     |
| PP6      |                           |                         |                                          |                                                     |

On les proteïnes PP1 i PP2A també es nombren conjuntament a la bibliografia científica com a CAPP (fosfatases activades per ceramida, Ceramide Activated Protein Phosphatases), tot i que recentment s'ha vist que les prote:ines fosfatases PP4 i PP6 també són activades per ceramida. En cèl·lules de mamífer PP1 i PP2A representen el 90% de l'activitat fosfatasa de le cèl·lula. Per similitud de seqüència PP2A, PP4 i PP6 s'agrupen en la superfamilia PP2A. Sovint l'activitat fosfatasa es relaciona amb aturada del cicle cel·lular i inhibició de la proliferació.

### PP1
La proteïna fosfatasa 1 (PP1) té la imatge de "proteïna verda", que promou l'estalvi energètic retornant els processos cel·lulars al seu estat basal d'ús de l'energia. La PP1 estimula l'emmagatzematge de glucogen, la relaxació de fibres d'actina-miosina, nivells basals de traducció proteica, i reciclatge de factors de transcripció i de processament del mRNA. Promou l'apoptosi en cèl·lules danyades, i promou la sortida de la mitosi i a mantenir la cèl·lula en fases G1 i G2.
La PP1 és una de les proteïnes més conservades en els eucariotes. Els eucariotes presenten entre un a vuit gens que codificquen per diverses isoformes de la PP1. Els mamífers presenten tres gens per la PP1, α, β i γ. La forma γ origina dues PP1 isoformes per splicing alternatiu. Les formes α, β i γ1 s'expressen de forma ubiqua, però la isoforma γ2 s'expressa en les testicles i és l'única isoforma que s'ha trobat en els espermatozoides.
La PP1 no es troba de forma lliure en la cèllula, sinó que es troba unida a altres proteïnes formant complexes.

### PP2
Alguns substrats descrits per la PP2 o PP2A són les proteïnes ERM, PKB, Pi3K, p70 S6K, PKCa, biiCaM, RAS-RAF-MEK-ERK, entre d'altres.
La proteïna fosfatasa 2A està formada per tres subunitats.
1. La subunitat A (PR65) que en mamífers presenta dues isoformes (α i β) amb un 85% d'identitat sequencial i s'exressa de forma ubiquoa. La subunitat A té una funció estructural, fent de bastida per les subunitats B i C. L'estructura de la subunitat A està formada per la repetició 15 motius HEAT disposats en tàndem.
2. La subunitat B és la que presenta més diversitat, i determina la sublocalització de l'heterotrimer (ABC) en la cèl·lula i dona especificitat de substrat. Les diferents subunitats B s'agrupen en quatre grups:
  1. B o PR55, amb quatre formes codificades per quatre gens diferents (α, β, γ i δ). Presenta repetició de cinc motius WD-40, característic de proteïnes que presenten interacció amb altres proteïnes.
  2. B' o PR61 amb cinc formes de cinc gens diferents (α-ε). Les formes α, β i ε es localitzen al citosol. La forma γ presenta almenys tres isoformes per splicing diferencia, però se suposen cinc a partir del cADN de conill. Les isoformes γ1, γ2 i γ3 es localitzen al nucli, i la forma δ es troba tant en el nucli com en el citosol.
  3. B' ' o PR72/130. La forma PR72 es presenta únicament en cor i musculatura esquelètica, i la forma PR130 s'ha trobat en tots els teixits estudiats, però és més abundant en cor i musculatura esquelètica.
  4. B' ' ' o PR93/110. Igual que le PR55 també presenta repeticions WD-40 d'interacció amb altres proteïnes.
3. La subunitat C és la subunitat catalítica. In vitro la subunitat C pot presentar activitat fosfatasa tant com a monòmer com a dimer amb la subunitat A (AC o PP2AD) o com a heterotrimer (ABC). Presenta dues formes la α i la β, amb un 95% d'identitat. Ambdós s'expressen de forma ubiqua però són més abundants en cervell i cor. La forma α s'ex[ressa deu vegades més que la β.Tot i la seva similitud de seqüència no realitzen funcions redundants, com ho demostra que ratolins on una de les dues formes ha estat eliminada no és compensada per l'altra i moren en l'úter matern. Són de les proteïnes més conservades en l'evolució. La subunitat C presenta dos tipus de modificacions post-traduccional reversibles, fosforilació en la tirosina 307 i metilació en la leucina 309, l'últim aminoàcid de la seqüència. La metilació és requerida per la unió de subunitats B al dimer AC, i la fosforilació inactiva la subunitat C.

| Familia | Gen     | Isoformes | Alies                     | Localització cel·lular                                                                                      |
| ------- | ------- | --------- | ------------------------- | --- |
| PR55/B  | PPP2R2A | Bα        | PR55α, B55α               | Nucli, citoplasma, citoesquelet (vimentina, microtúbuls), membrana plasmàtica, golgi, reticle endoplasmàtic |
|         | PPP2R2B | Bβ        | PR55β, B55β               | Citosol |
|         | PPP2R2C | Bγ        | PR55γ, B55γ               | Citoesquelet                                                                                                |
|         | PPP2R2D | Bδ        | PR55δ, B55δ               | Citosol |
| PR61/B' | PPP2R5A | B'α       | PR61α, B56α               | Citosol |
|         | PPP2R5B | B'β       | PR61β, B56β               | Citosol |
|         | PPP2R5C | B'γ1      | PR61γ1, B56γ1             | Nucli, citosol i zones d'adhesió                                                                            |
|         |         | B'γ2      | PR61γ2, B56γ2             | Nucli i citosol                                                                                             |
|         |         | B'γ3      | B56γ3                     | Principalment nucli                                                                                         |
|         | PPP2R5D | B'δ1      | PR61δ, B56δ, 74-KDa/B" 'δ | Nucli, citosol, mitocondria i microsomes                                                                    |
|         |         | B'δ2      |                           | Desconegut                                                                                                  |
|         |         | B'δ3      |                           | Desconegut                                                                                                  |
|         | PPP2R5E | B'ε       | PR61ε, B56ε               | Citosol |
| PR72/B  | PPP2R3A | Bα1       | PR130                     | Centrosoma i Golgi                                                                                          |
|         |         | Bα2       | PR72                      | Nucli i citosol                                                                                             |
|         | PPP2R3B | Bβ        | PR70                      | Desconegut                                                                                                  |
|         | PPP2R3C | Bγ        | G5PR                      | Nucli i citosol                                                                                             |

#### Regulació de la PP2A
1. Matemàticament més de 75 combinacions entre A, B i C per formar diferents dimers i trimers, però no es coneixen quantes combinacions existeixen realment a la cèl·lula. Malgrat que les subunitats A i C s'expressen en tots els teixits, les diferents subunitats B poden expressar-se en diferents teixits i/o en diferents etapes del desenvolupament. Les diferents combinacions regularan l'activitat versus diferents substrats, diferents localitzacions cel·lulars o de tipus cel·lular.
2. A més les subunitats B i C poden ser fosforilades. La subunitat C pot ser fosforilada en posicions T304 i Y307. La fosforilació en Y307 porta a la inhibició de l'acivitat fosfatasa, i en T304 s'ha descrit inhibició a la unió de subunitats PR61/B' a PP2AD.[7] La fosforilació de PR61α augmenta l'activitat del heterotrimer cap a la fosforilació de la PKC.
3. La metilació de la PP2A C es dona en l'extrem carboxi-terminal amb la seqüència consens T304PDYFL309, en la leucina terminal. És una modificació reversible i controla la unió de subunitats B. Recentment s'ha descrit que la metilació és requerica per la unio de la PR55/B a la PP2AD però no és necessària per a la unió de PR61/B' o PR72/B' '.[7] L'àcid okadaic, un potent inhibidor de la PP2A, inhibeix aquesta metilació.
4. Dos inhibidors específics per la PP2A, I1 i I2 varen ser purificats de ronyó boví. Ambdós inhibidors inhibeixen totes les isoformes de PP2A, suposadament per unió a la subunitat C.

### PP3
La proteïna PP3 (o PP2B), també anomenada com calcineurin, és l'única proteïna fosfatasa de Ser/Thr depenent de Ca2+/CaM. Forma heterodímers entre la subunitat catalítica (CNA) i la subunitat reguladora (CNB). La subunitat catalítica conté quatre dominis funcionals:
- Domini catalític
- DominiDomini d'unió a CNB (BBH)
- Domini d'unió a la calmodulina (CBD)
- Domini d'autoinhibició (AI)

La subunitat reguladora presenta dos dominis globulars d'unió al Ca2+, similars als dominis d'unió a Ca2+ de la calmodulina. La unió de les subunitats CNA i CNB es dona principalment per una ranura hidròfoba

### PP4
La proteïna fosfatasa 4 (PP4) s'ha trobat principalment en testicles, i predominantment de localització nuclear tot i que s'ha trobat també al centrosoma i al citoplasma. Igual que la PP2A, la PP4 també pot ser carboximetilada en la seva leucina en l'extrem C-terminal. La PP4 pot existir en forma lliure o formant complexos amb altres proteïnes com l'anomenada PP4R1(d'uns 125KDa) que presenta 13 repeticions HEAT (homòleg a la PP2A) i de localització al centrosoma. Altres proteïnes descrites que interaccionen amb la PP4 són la PP4R2 i l'alpha4/IGBP1.
Recentment dues proteïnes més que interaccionen amb la PP4 han estat aïllades, i anomenades com PP4R3A i PP4R3B (els gens del qual són SMEK1 i SMEK2 respectivament) Sembla que poden formar heterotrímers de PP4-PP4R2-PP4R3.
Una altra proteïna que interacciona amb PP4 va ser trobada i anomenada com PP4R4, i sembla que la interacció és semblant a la de la PP2A C amb PP2A A.
La PP4 també interacciona tot i que de fora més feble amb PP2A A i alpha 4.

### PP6
La proteïna fosfatasa 6 (PP6) forma complexes estables amb Sm B/B' en limfòcits

## Inhibidors comunament emprats
Diversos productes naturals, sovint tòxics, són inhibidors de les CAPP. Atès que alguns tenen diferent constant d'inhibició per la PP2A o la PP1 són utilitzats per distingir si una activitat fosfatasa té lloc per la PP2A o per la PP1.
- Caliculina A, presenta valors d'IC50 de 2nM per PP1 i de 1nM per PP2A.
- Microcistina LR, presenta valors d'IC50 de 1.7nM per PP1 i de 40pM per PP2A.
- Tautomicina, presenta valors d'IC50 de 1nM per PP1 i de 10nM per PP2A.
- Nodularina
- Cantaridina, presenta valors d'IC50 de 473nM per PP1 i de 40nM per PP2A.
- Àcid okadaic, presenta valors d'IC50 de 15nM per PP1 i de 100pM per PP2A. També inhibeix a PP4, PP5 i PP6.